# Grand Prix Maďarska 1999
Grand Prix Maďarska XV. Marlboro Magyar Nagydij
- 15. srpen 1999
- Okruh Hungaroring
- 77 kol x 3,973 km = 305,921 km
- 641. Grand Prix
- 13. vítězství Mika Häkkinena
- 121. vítězství pro McLaren

## Výsledky
| Pozice | Jezdec                | Vůz            | Čas         |
| ------ | --------------------- | -------------- | ----------- |
| 1      | Mika Häkkinen         | McLaren MP4/14 | 1:46'23.536 |
| 2      | David Coulthard       | McLaren MP4/14 | á 0:09,706  |
| 3      | Eddie Irvine          | Ferrari F399   | á 0:27,228  |
| 4      | Heinz-Harald Frentzen | Jordan 199     | á 0:31,815  |
| 5      | Rubens Barrichello    | Stewart SF3    | á 0:43,808  |
| 6      | Damon Hill            | Jordan 199     | á 0:55,726  |
| 7      | Alexander Wurz        | Benetton B199  | á 1:01,012  |
| 8      | Jarno Trulli          | Prost AP02     | á 1 kolo    |
| 9      | Ralf Schumacher       | Williams FW21  | á 1 kolo    |
| 10     | Olivier Panis         | Prost AP02     | á 1 kolo    |
| 11     | Johnny Herbert        | Stewart SF3    | á 1 kolo    |
| 12     | Mika Salo             | Ferrari F399   | á 2 kola    |
| 13     | Ricardo Zonta         | BAR 001        | á 2 kola    |
| 14     | Luca Badoer           | Minardi M01    | á 2 kola    |
| 15     | Pedro de la Rosa      | Arrows FA20    | á 2 kola    |
| 16     | Jean Alesi            | Sauber C18     | á 3 kola    |
| 17     | Marc Gene             | Minardi M01    | á 3 kola    |
| Kolo   | Odstoupili            | -              | -           |
| 61     | Jacques Villeneuve    | BAR 001        | Převodovka  |
| 52     | Giancarlo Fisichella  | Benetton B199  | Tlak paliva |
| 16     | Toranosuke Takagi     | Arrows FA20    | Rozvody     |
| 20     | Pedro Diniz           | Sauber C18     | Cívka       |
| 11     | Alessandro Zanardi    | Williams FW21  | Diferenciál |

### Nejrychlejší kolo
- David Coulthard McLaren 1'20699

### Vedení v závodě
- 1-77 kolo Mika Häkkinen

### Postavení na startu
| 1. řada  | 1                                     | 2                                      |
|          | Mika Häkkinen McLaren 1'18.156        | Eddie Irvine Ferrari 1'18.263          |
| 2. řada  | 3                                     | 4                                      |
|          | David Coulthard McLaren 1'18.384      | Giancarlo Fisichella Benetton 1'18.515 |
| 3. řada  | 5                                     | 6                                      |
|          | Heinz-Harald Frentzen Jordan 1'18.664 | Damon Hill Jordan 1'18.667             |
| 4. řada  | 7                                     | 8                                      |
|          | Alexander Wurz Benetton 1'18.733      | Rubens Barrichello Stewart 1'19.095    |
| 5. řada  | 9                                     | 10                                     |
|          | Jacques Villeneuve BAR 1'19.127       | Johnny Herbert Stewart 1'19.389        |
| 6. řada  | 11                                    | 12                                     |
|          | Jean Alesi Sauber 1'19.390            | Pedro Diniz Sauber 1'19.782            |
| 7. řada  | 13                                    | 14                                     |
|          | Jarno Trulli Prost 1'19.788           | Olivier Panis Prost 1'19.841           |
| 8. řada  | 15                                    | 16                                     |
|          | Alessandro Zanardi Williams 1'19.924  | Ralf Schumacher Williams 1'19.945      |
| 9. řada  | 17                                    | 18                                     |
|          | Ricardo Zonta BAR 1'20.060            | Mika Salo Ferrari 1'20.369             |
| 10. řada | 19                                    | 20                                     |
|          | Marc Gene Minardi 1'20.961            | Toranosuke Takagi Arrows 1'21.328      |
| 11. řada | 21                                    | 22                                     |
|          | Pedro de la Rosa Arrows 1'21.675      | Luca Badoer Minardi 1'21.867           |
| -------- | ------------------------------------- | -------------------------------------- |

- 107 % = 1'23"627

### Zajímavosti
- 500 GP pro vůz se startovním číslem 18
- 20 vítězství pneumatik Bridgestone

| Pole position  | Vítězství      | Nejrychlejší kolo  |
| Finsko         | Finsko         | Spojené království |
| Mika Häkkinen  | Mika Häkkinen  | David Coulthard    |
| McLaren MP4/14 | McLaren MP4/14 | McLaren MP4/14     |
| 1'18.156       | 1:46'23.536    | 1'20.699           |
| 183.003 km/h   | 172.524 km/h   | 177.236 km/h       |
| -------------- | -------------- | ------------------ |

### Stav MS
- Zelená - vzestup
- Červená - pokles

| *  | Jezdec                | Body |
| -- | --------------------- | ---- |
| 1  | Eddie Irvine          | 56   |
| 2  | Mika Häkkinen         | 54   |
| 3  | Heinz-Harald Frentzen | 33   |
| 4  | David Coulthard       | 36   |
| 5  | Michael Schumacher    | 32   |
| 6  | Ralf Schumacher       | 22   |
| 7  | Giancarlo Fisichella  | 13   |
| 8  | Rubens Barrichello    | 12   |
| 9  | Mika Salo             | 6    |
| 10 | Damon Hill            | 6    |
| 11 | Alexander Wurz        | 3    |
| 12 | Pedro Diniz           | 3    |
| 13 | Johnny Herbert        | 2    |
| 14 | Olivier Panis         | 2    |
| 15 | Pedro de la Rosa      | 1    |
| 16 | Jean Alesi            | 1    |
| 17 | Jarno Trulli          | 1    |

| * | Vozy     | Body |
| - | -------- | ---- |
| 1 | Ferrari  | 94   |
| 2 | McLaren  | 90   |
| 3 | Jordan   | 42   |
| 4 | Williams | 22   |
| 5 | Benetton | 16   |
| 6 | Stewart  | 14   |
| 7 | Sauber   | 4    |
| 8 | Prost    | 3    |
| 9 | Arrows   | 1    |

| * | Jezdec         | Body |
| - | -------------- | ---- |
| 1 | Velká Británie | 100  |
| 2 | Německo        | 90   |
| 3 | Finsko         | 60   |
| 4 | Brazílie       | 15   |
| 5 | Itálie         | 14   |
| 6 | Rakousko       | 3    |
| 7 | Francie        | 3    |
| 8 | Španělsko      | 1    |